# Philippe Lenain
Pour les articles homonymes, voir Lenain.
Philippe Lenain, né le 24 juin 1953 à Chatou (Seine-et-Oise) est un historien français spécialiste des Bénédictins de Saint-Maur, membre de la Société des Gens de Lettres et boursier du Centre national du livre.

## Biographie
Agrégatif en philosophie et diplômé en Informatique et systèmes de communication, Philippe Lenain a soutenu à l'École pratique des Hautes études, en 1997, sous la direction de M. Bruno Neveu, une thèse de doctorat sur le bénédictin janséniste (augustinien) Dom Gabriel Gerberon (1628-1711), ayant nécessité quatre années de recherches en France, en Belgique et aux Pays-Bas. 
Avec l'aide de l'historien bénédictin Dom Yves Chaussy (1912-2003), de l'abbaye de La Source à Paris, il a aussitôt entrepris la refonte de l'Histoire littéraire des Bénédictins de Saint-Maur (5 volumes prévus), remaniant et prolongeant ainsi les ouvrages de Dom René Prosper Tassin et de ses nombreux continuateurs, jusqu'à la période révolutionnaire et même au-delà. 
Détaillant les travaux des membres de l'Académie des inscriptions et belles-lettres qui continuent encore aujourd'hui ceux commencés par les religieux de la Congrégation de Saint-Maur (Mauristes),  le tome III paru en 2010 a été préfacé par M. Emmanuel Poulle.

## Publications
- Dom Gabriel Gerberon, moine bénédictin religieux de la congrégation de Saint-Maur (1628-1711), Lille, Presses universitaires du Septentrion , 1997.
- Dom Gabriel Gerberon, moine bénédictin, membre de la congrégation de Saint-Maur, 1628-1711, Lille, Atelier national de Reproduction des Thèses , 1998.
- « Les relations de l'archevêque anglican William Laud (1573-1645) avec la Congrégation de Saint-Maur », Abbaye de Maredsous, Revue Bénédictine, Tome 110, N° 3-4, 2000.
- Histoire littéraire des Bénédictins de Saint-Maur Tome premier, (1612-1655), Bibliothèque des écrivains ; préface de Dom Yves Chaussy / Paris : Éd. du millénium , 2001.
- « Une refonte de l'Histoire littéraire de la Congrégation de Saint-Maur », Abbaye de Maredsous, Revue Bénédictine, Tome 114, Fascicule 2, décembre 2004.
- Histoire littéraire des Bénédictins de Saint-Maur Tome 1, 1612-1655, Nouvelle éd., revue, corrigée et augmentée, préface de Dom Yves Chaussy / Louvain-la-Neuve : Collège Érasme , 2006.
- Histoire littéraire des Bénédictins de Saint-Maur Tome 2, 1656-1683, avant-propos de Michel Zink / Louvain-la-Neuve : Collège Érasme , 2008.
- Histoire littéraire des Bénédictins de Saint-Maur Tome Troisième, 1683-1723, préface d'Emmanuel Poulle / Louvain-la-Neuve : Collège Érasme , 2010.
- Histoire littéraire des Bénédictins de Saint-Maur Tome Quatrième, 1724-1787, préface de Jean de Viguerie / Louvain-la-Neuve : Collège Érasme : BREPOLS, 2014.
- Histoire littéraire des Bénédictins de Saint-Maur Tome Cinquième : Abbayes - Index Nominum, avant-propos de l'auteur / BRH 103 : Turnout : BREPOLS Publishers, 2018.

## Récompense
- Académie des Inscriptions et Belles-Lettres : CONCOURS DES ANTIQUITÉS DE LA FRANCE. – "La deuxième médaille a été attribuée à M. Philippe Lenain pour le t. IV de son Histoire littéraire des bénédictins de Saint-Maur (1724-1793)". Cf. http://www.aibl.fr/seances-et-manifestations/coupoles-312/coupole-2015/article/palmares?lang=fr